# Stade Olympique Yves-du-Manoir
Stade Olympique Yves-du-Manoir - ligger i Colombes, nära Paris, Frankrike (även kallat Stade Olympique de Colombes, eller bara Colombes lokalt). Arenan namngavs 1928 efter franske rugbyspelaren Yves du Manoir, och var huvudarena för olympiska sommarspelen 1924 och hade på den tiden en publikkapacitet på 45 000 åskådare. Under 1924 års spel var arenan värd för friidrotten, vissa tävling i cykling, samt vissa tävlingar i ridsport-, gymnastik, tennis, fotboll och rugby union, och två deltävlingar inom modern femkamp (löpning, fäktning). Publikkapacitet utökades senare till 60 000. På Colombes spelades också VM-finalen i fotboll 1938  mellan Italien och Ungern.
Arenan har numera en publikkapacitet på 15 000 åskådare och användes som arena för landhockey under Olympiska sommarspelen 2024.